# 7657 Jefflarsen
7657 Jefflarsen (1992 HK1) là một tiểu hành tinh vành đai chính được phát hiện ngày 25 tháng 4 năm 1992 bởi Spacewatch ở Kitt Peak.